# Victor Froholdt
Victor Froholdt (* 25. Februar 2006) ist ein dänischer Fußballspieler. Er spielt beim FC Porto und ist zudem Nachwuchs- sowie A-Nationalspieler Dänemarks.

## Karriere im Vereinsfußball

### FC Kopenhagen
Victor Froholdt spielte bis zu seinem 12. Lebensjahr bei Vallensbæk IF und wechselte dann in die Akademie des FC Kopenhagen. Am 27. September 2023 gab er im Alter von 17 Jahren beim 9:0-Sieg im dänischen Pokal bei IF Lyseng sein Pflichtspieldebüt für die Profimannschaft und erzielte hierbei das Tor zum 8:0. Der FC Kopenhagen erreichte in der Saison 2023/24 in der Champions League das Achtelfinale und schied dort gegen Manchester City aus, dabei kam Froholdt im Achtelfinalrückspiel in Manchester zu seinem einzigen Einsatz im Wettbewerb. Er erreichte zudem mit der A-Jugend des FC Kopenhagen in der UEFA Youth League das Viertelfinale, wo der FC Nantes Endstation bedeutete, und in der Superliga kam er zu vier Kurzeinsätzen. In der Saison 2024/25 hatte Victor Froholdt häufiger gespielt und stand des Öfteren auch in der Anfangself. Hierbei wurde er oft als zentraler Mittelfeldspieler eingesetzt, hatte aber auch als Außenstürmer (links und rechts) oder als hängende Spitze gespielt.

### FC Porto
Im Juli 2025 wechselte er zum FC Porto nach Portugal.

## Nationalmannschaftslaufbahn
Parallel zu seiner Karriere im Vereinsfußball ist Victor Froholdt auch Nachwuchsnationalspieler der Dänen und kam für die Skandinavier bisher in den Altersklassen U16, U17, U18 und U19 zum Einsatz.
Er wurde am 11. März 2025 vom dänischen A-Nationaltrainer Brian Riemer für den Kader für das Viertelfinale in der UEFA Nations League gegen Portugal nominiert. Froholdt kam beim 1:0-Sieg im Hinspiel am 20. März 2023 in Kopenhagen nicht zum Einsatz, im Rückspiel in Lissabon drei Tage später wurde er in der 83. Minute für Christian Nørgaard eingewechselt. Nach der regulären Spielzeit stand es 3:2 für Portugal, womit das Spiel in die Verlängerung ging und am Ende verloren die Dänen mit 2:5.